# Tropico
«Тропіко» (англ. Tropico) — стратегія/економічний симулятор від компанії Take 2 Interactive.

## Мета гри
У цій грі гравець виступає в ролі глави невеликої острівної держави Тропіка, що загубився між двох Америк. Йому належить привести острів до процвітання і подбати про своє життя, відкладаючи гроші на рахунок у швейцарському банку.

## Створення карти
Гравець може створювати свою карту, встановлюючи рельєф (максимальну висоту), частку суші на карті і розмір самої картки; встановлювати цілі гри. Цілі можуть бути наступними:
- Зробити населення щасливим;
- Перевести гроші на рахунок в швейцарському банку;
- Розвинути економіку;
- Всі цілі відразу;
- Відсутність цілей (тоді час гри необмежений).

Гравець встановлює час гри — від 10 до 70 років (при нормальній швидкості один ігровий рік становить кілька хвилин). Також необхідно встановити рівень економічних і політичних складнощів гри (при цьому можна вибрати режим «Пісочниці», в якому гравець отримує нескінченну кількість грошей, а політичні складнощі майже відсутні).

### Персонаж
Гравцеві треба буде вибрати свого персонажа і задати свою характеристику. Серед можливих персонажів — Че Гевара, Фідель Кастро, Евіта Дуарте, Хуан Перон, Аугусто Піночет, Антоніу Салазар та інші.
Гравцеві треба буде вказати походження, шлях до влади, переваги і недоліки. Кожен пункт впливає на ставлення до народу. Можна вибрати 2 цінних якості і 2 недоліку.

## Можливості гри

Геймплей ігри

У розпорядженні гравця є 85 унікальних будівель: житлові будинки, фабрики, сільськогосподарські будови, туристичні споруди, інфраструктура, урядові та соціальні установи. Гравець може видати більше 30 указів, що стосуються різних сфер життя суспільства.

### Турбота про населення
Гравцеві належить подбати про його підлеглих, забезпечити їх їжею, житлом, роботою, можливістю ходити до церкви, до поліклініки і в розважальні заклади. Якщо населення навіть після всіх дій гравця, спрямованих на благо, буде незадоволено, можна створити величезну армію, щоб народ не бунтував (проте солдати повинні бути задоволені життям).
У крайньому випадку є можливість зіткнутися з бунтівниками, повсталими солдатами або іноземним втручанням.

### Щастя населення
Щастя населення визначається за 10 пунктами задоволеності (кожен пункт у статистичних даних визначається за 100-бальною шкалою)

#### Продукти
Для забезпечення продуктами необхідно будувати ферми (кожна ферма здатне прогодувати близько 30 чоловік). Тропіканци будуть ходити на ферми за їжею. Якщо побудувати ринок, то шлях за їжею скорочується і тропіканци витрачають менше сил на пошук їжі і економлять ваш час та гроші.

#### Житло
Зазвичай тропіканци живуть у халупах, але незадоволені умовами проживання. Ви можете побудувати для них житло декількох різновидів. Типи житла відрізняються за якістю, але все ж перевершують якість халупи в кілька разів.
Ви можете брати плату за проживання, але не більше третини від доходів проживаючих в будинку. Враховуючи те, що пенсіонери, студенти та безробітні не отримують грошей, частину житла треба зробити безкоштовним (в додатку Tropico: Paradise Island ця проблема була усунута шляхом введення спец. Указу, згідно з яким пенсіонери та студенти отримують дві третини від середньої зарплати).

#### Релігія
Для багатьох жителів острова відвідування церкви є обов'язковим. Будівництво звичайної церкви задовольняє більшість тропіканцев, проте через деякий час фракція духовенства буде вимагати споруду собору. Собор ж коштує дорожче, але і якість обслуговування вище. Працювати в церкві можуть люди з середньою освітою, у яких є хоча б мінімальна підтримка фракції духовенства. У соборі ж потрібні люди з вищою освітою.

#### Розваги
У вільний час люди хочуть розважитися. Будівництво різноманітних об'єктів розваги (казино, бари, ресторани і нічні клуби) приносить доходи. Однак ціна за вхід не повинна перевищувати зарплату однієї людини. А для незаможних розваги мають бути безкоштовними (і знову ця проблема була вирішена лише в доповненні «Paradise Island»). Відвідувати розважальні об'єкти можуть і туристи, але в кожного є ліміт витрати грошей на кожне розвага.

#### Охорона здоров'я
Якісну охорону здоров'я продовжує життя кожного жителя острова, хоча працювати вони можуть лише до 65 років. Чим довше вони живуть (особливо ваші прихильники на виборах), тим більших успіхів ви досягнете. Є три типи лікарень:
- Профілактичні — знижують рівень захворюваності на 20 %
- Акушерські — підвищують народжуваність на 50 %
- Геронтологічні — в середньому продовжують життя на 5 років кожному тропіканцу

#### Безпека
Тільки перші 5 факторів є обов'язковими. Далі йдуть другорядні фактори, до яких відноситься і безпеку. Злочинці не показуються на карті, але рівень злочинності трохи підвищує невдоволення. Поліцейські, що патрулюють місцевість, знижують рівень злочинності. Сприятливий вплив на безпеку роблять і самі поліцейські ділянки, і в'язниці.
Проте поліцейські чинять негативний вплив на населення, хоча воно менше в 4 рази, ніж у солдата або генерала.

#### Довкілля
Турбота про довкілля дуже важлива. Щоб зберігати високий рівень чистоти острова, потрібно не лише боротися із забрудненням від фабрик та сміттям, які залишають громадяни, але і прикрашати зовнішній вигляд. Для цього можна будувати фонтани і пам'ятники або садити рослини.

#### Особиста свобода
Низький рівень свободи дуже небезпечною для влади — невдоволені можуть прилучитися до бунтівників. Щоб запобігти такому сценарію розвитку подій, треба проводити вільні вибори (тобто чесно вести боротьбу і не підробляти голосу виборців), зменшувати армію і розвивати незалежні ЗМІ.

#### Робота
Цей показник залежить від зарплати, яку отримує тропіканец, і рівня роботи. Скажімо, випускник коледжу не повинен працювати в підприємстві, де працюють люди без освіти.

#### Лояльність до влади
Тут показано повага до влади. Воно залежить від тих фракцій, до яких належить даний індивідуум. На лояльність тропіканца впливають по-різному приватні укази, які зачіпають іноді його сім'ю, а в деяких випадках і свідків події.
Загалом саме від цих 10 факторів і складається рівень щастя кожної людини. Чим вище рівень щастя, тим більше користі від людини. Незадоволені стають бунтівниками.

## Інтерфейс
Внизу ліворуч розташовується зменшена копія карти і 4 кнопки управління камерою — «збільшення масштабу», «зменшення масштабу», «поворот карти вліво», «поворот карти вправо».
Трохи лівіше панелі управління камерою з мінікарти знаходяться три кнопки: «будівництво», «укази» і «довідка». Перша кнопка дозволяє будувати різні типи будівель:
- Житлові будинки (в них можуть жити люди, це підвищує рівень щастя населення)
- Промисловість (фабрики і заводи)
- Сільське господарство (ферми та шахти)
- Туризм (готелі для туристів та розважальні заклади)
- Інфраструктура (будівельні контори, контори носильників, дороги, аеропорти, причали, електростанції і підстанції)
- Урядові установи (будівлі ЗМІ, поліцейські ділянки, пости охорони, арсенали і будівля МЗС)
- Соціальна сфера (лікарні, храми, школи та інститути)
- Благоустрій території (посадка рослин)
- Інші будівлі (фонтани, статуї; також є можливість зносити будівлі)

Друга кнопка дозволяє видавати різні укази:
- Населення (підкупити людини, заарештувати, затаврувати його як єретика або розстріляти)
- Зовнішня політика (укази, спрямовані на поліпшення відносин з США або Росією)
- Економіка (укази про рекламні кампанії)
- Політика і релігія (політичні та релігійні розпорядження)
- Соціальна сфера (заходи, спрямовані на поліпшення відносин з фракціями духовенства та інтелігенції, а також підвищення рівня щастя пенсіонерів, безробітних та дітей)

Третя кнопка дозволяє дізнатися більше про поточний стан острова. Як правило, острів або будівлі фарбуються в зелений колір (відмінна ситуація на цій ділянці), жовтий (норма) або червоний (погане становище). При відношенні до населення використовуються стрілки:
- Загальна характеристика (дізнатися про придатність острова до вирощування різних харчових культур, про рівень невдоволення населення)
- Населення — демографія (дізнатися рівень щастя, вік, лідерські здібності)
- Населення — щастя (дізнатися рівень щастя окремих людей по кожному з 10 пунктів щастя)
- Населення — політика (стрілки вказують на прихильників фракцій, колір відображає повагу до влади)
- Будівлі (дізнатися інформацію про будівництво якого прибутку від будівель)

Праворуч на панелі знаходиться інформаційне вікно, в якому ви можете побачити повідомлення про ситуацію на острові або стежити за окремою спорудою або людиною. Під віконцем є чотири кнопки — поточний стан казни, особистий рахунок Президента, поточна дата і населення острова. Натиснувши на будь-який з цих кнопок, відкриється відповідна частина журналу, який відкривається щороку. Також там є кнопока меню та індикатори швидкості гри.

## Внутрішня політика

### Фракції
У грі є 6 фракцій зі своїми поглядами: військові, духовенство, комуністи, капіталісти, інтелігенція і «зелені». Всім неможливо догодити, проте підтримка хоча б однієї фракції потрібна гравцеві для досягнення успіху.
- Військові хочуть, щоб на Тропико була сильна армія, здатна впоратися з бунтівниками та іншими загрозами.
- Духовенство бажає, щоб усі мешканці мали можливість ходити до церкви (краще, якщо це буде собор).
- Комуністи виступають за поліпшення становища робітників і забезпечення нормальним житлом всіх людей.
- Капіталісти очікують розвитку промисловості і туризму на острові, а також забезпечення еліти населення гідним житлом, розвагами тощо.
- Інтелігенція бажає, щоб молоді люди мали можливість отримати освіту (хоча б середню), і уважно ставляться до питання свободи на Тропіко.
- Зелені хочуть, щоб природа острова залишилася недоторканою. Якщо промисловість буде завдавати шкоди довкіллю, ця фракція буде незадоволена.

### Вибори
Також гравець братиме участь у виборах, де змагається з одним з жителів острова за своє крісло. Для перемоги необхідно заручитися підтримкою більш ніж половини жителів острова. У разі поразки на виборах гра закінчується, і Президент залишає острів.

### Приватні укази
Щоб вирішити проблеми, можна підкуповувати громадян (розраховуючи заручитися їх підтримкою), заарештовувати їх або в крайньому випадку знищувати їх (проте повагу родичів об'єкта указу може сильно мінятися).

### Загальні укази
Укази, що діють на весь острів, можуть вплинути на все населення (допустимо, указ «Скорочення податків» обрадує мешканців усіх соціальних груп), а можуть і тільки на одну фракцію. Є також укази, які викликають схвалення в жодної фракції і обурення — у іншої.

## Зовнішня політика
Гравець буде розвивати відносини з США і СРСР, щоб отримувати від них грошову допомогу. Розташування США можна домогтися, поліпшивши стосунки з тропіканскімі капіталістами, а СРСР — з комуністами. США також уважно ставляться до питання свободи на острові. Якщо якась із цих країн буде незадоволена політикою Тропико, то вона може послати свої війська на острів (але СРСР може це зробити тільки за наявності на Тропіко її військової бази). Наявність на острові бази однієї з держав виключає інтервенцію інший.

## Економіка
Є кілька способів розвитку господарства: продаж сільських і промислових товарів, розваги для жителів і туризм, а також допомогу від іноземних держав.

### Фермерство
Надлишки від продукції, вирощеної на фермах, продаються. Щоб отримати прибуток від фермерства, краще перевести кілька ферм на експортні культури, такі як кава, тютюн тощо.

### Шахти
Будівництво шахт і видобуток корисних копалин острова може принести великий прибуток. Вигідніше за все розвивати родовища золота.

### Лісозаготівлі
Вирубка лісу та його продаж може стати джерелом великого доходу, але це може не сподобатися фракції зелених на острові.

### Індустрія
З продуктів, вирощених на фермах або здобутих в шахтах, можна виробляти готові вироби, які будуть коштувати значно дорожче. Однак забруднення середовища від фабрик і заводів може бути дуже високим.

### Туризм та розваги
Будівництво розважальних закладів, а також використання рекреаційних ресурсів (відкриття археологічних центрів, будівництво оглядових майданчиків) сприяють розвитку туризму та отримання прибутку. Для кожного туриста має бути багато розважальних закладів, низький рівень злочинності і забруднення середовища.

### Закордонна допомога
При наявності гарних відносин з США і СРСР ці країни будуть посилати на Тропіко грошову допомогу. Також можливо розмістити на острові військову базу однієї з держав і отримувати щорічні грошові виплати.